# Waldvogel-Schottisch
Der Waldvogel-Schottisch ist ein berühmtes schweizerisches Musikstück im 4/4-Takt. Er wurde um 1972 vom damals 17-jährigen Carlo Brunner komponiert, der 2 Jahre zuvor seine eigene Ländlerkapelle gegründet hatte. Die Melodie wird mit einem Sopransaxophon und in der Blasmusik mit Klarinetten getragen. Heute ist der Waldvogel-Schottisch eine der meistgespielten Kompositionen der schweizerischen Ländlerszene.